# Adenosma bracteosum
Adenosma bracteosum är en grobladsväxtart som beskrevs av Bonati. Adenosma bracteosum ingår i släktet Adenosma och familjen grobladsväxter. Inga underarter finns listade i Catalogue of Life.